# Route nationale 394
Pour l’article homonyme, voir Route nationale 394 (Italie).
La route nationale 394 ou RN 394 était une route nationale française reliant Mont de Billy à Bar-le-Duc. À la suite de la réforme de 1972, elle a été déclassée en RD 994.

## Description
La route suit l'ancienne Voie romaine Reims-Metz. Elle passe par le Hameau de La Grande Romanie (commune de Somme-Vesle).
À proximité de cette route, sur la rive nord du ruisseau de la Noblette, se trouve également l'oppidum du Vieux Châlons ou Vieil Châlons, dit Camp d'Attila, qui correspond à Fanomin (pour Fano Minervae, Temple de Minerve) dans l'Itinéraire d'Antonin, Tanomia (à la suite d'une erreur de transcription) dans la Table de Peutinger, vestiges d'un antique relais militaire romain (à l'ouest de la commune de La Cheppe, vers Cuperly).
La Croix Maulvau est un point culminant offrant une vue panoramique à 360°. Elle est située au bord de la RD 994, entre le carrefour vers Somme-Yèvre et le carrefour vers Noirlieu et Contault. On peut voir plusieurs autres croix remarquables le long de cette route, en particulier, la Croix de Dom Georges.

## Ancien tracé de Mont de Billy à Bar-le-Duc (D 994)
- Mont de Billy, commune de Billy-le-Grand (km 0)
- Livry-Louvercy (km 4)
- Bouy (km 8)
- Vadenay (km 13)
- Cuperly (km 15)
- La Cheppe (km 21)
- La Grande Romanie, commune de Somme-Vesle (km 30)
- Nettancourt (km 60)
- Brabant-le-Roi (km 64)
- Revigny-sur-Ornain (km 67)
- Laimont (km 71)
- Bar-le-Duc (km 83)

## Galerie

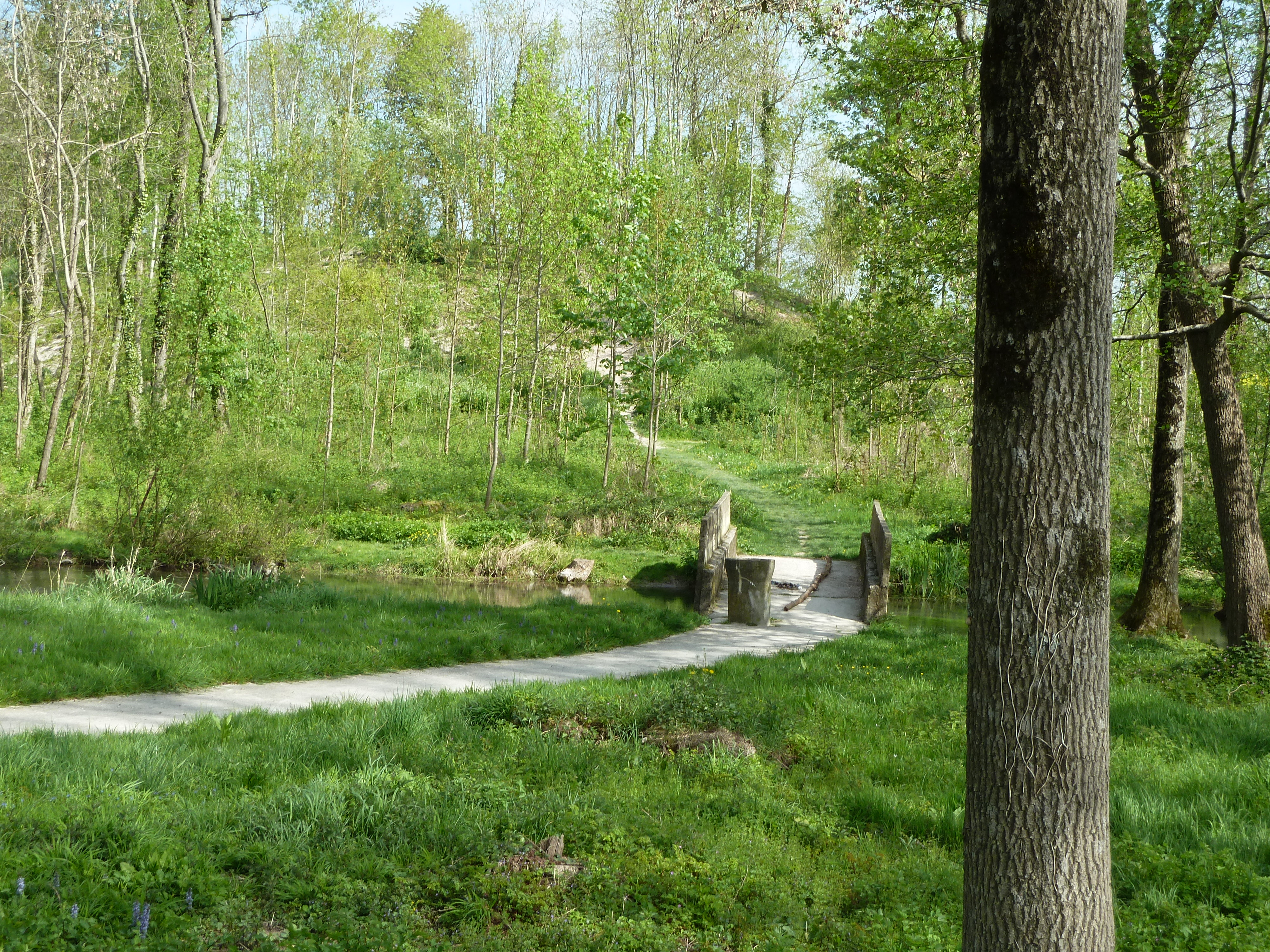
Camp d'Attila et pont sur la Noblette à La Cheppe
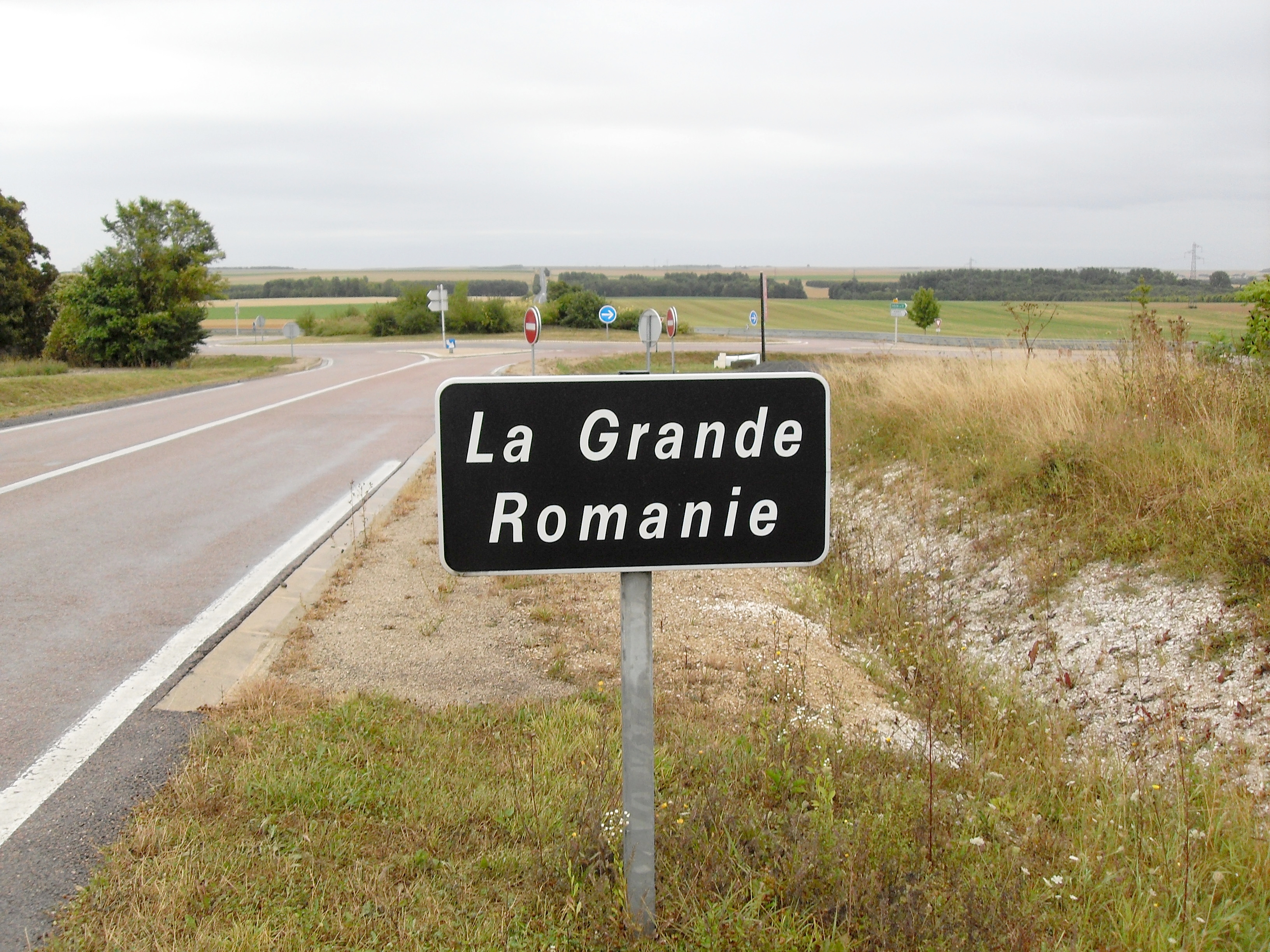
panneau de la Grande Romanie sur la RD 994 (commune de Somme-Vesle)
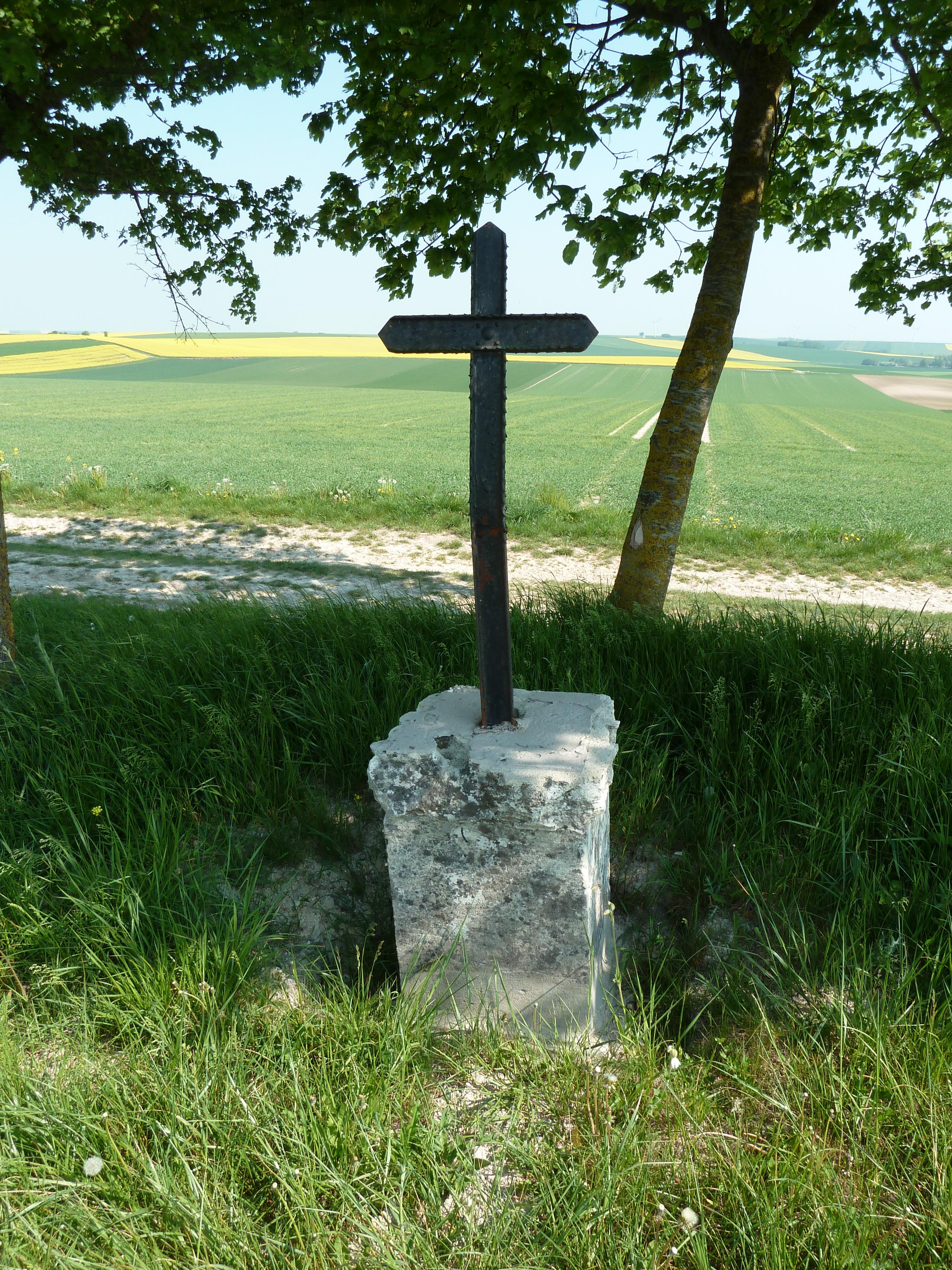
Croix Maulvau (48° 55′ 55″ N, 4° 46′ 13″ E, Altitude : 230 m)
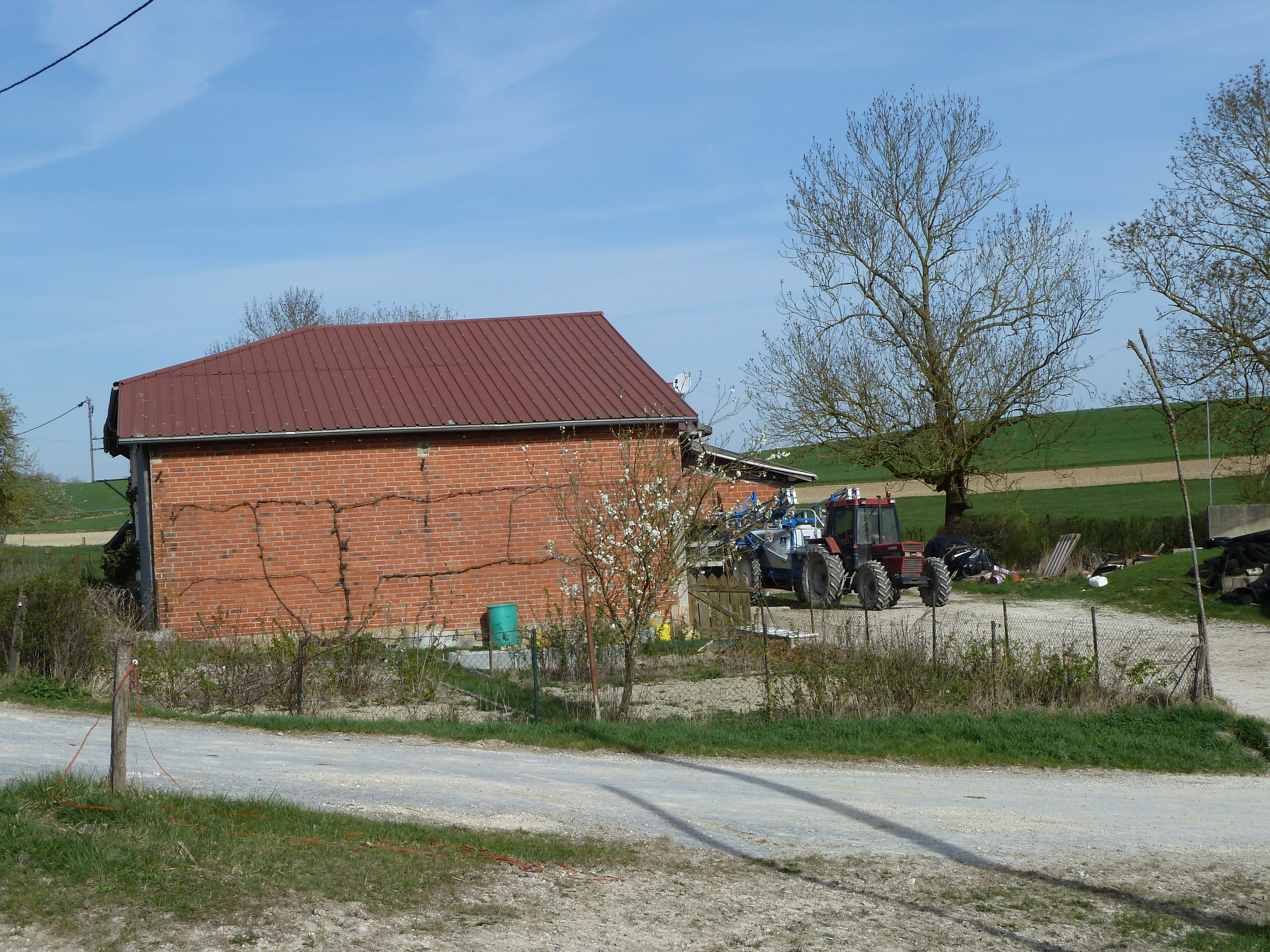
Ferme de la Maison Rouge 51330 Noirlieu
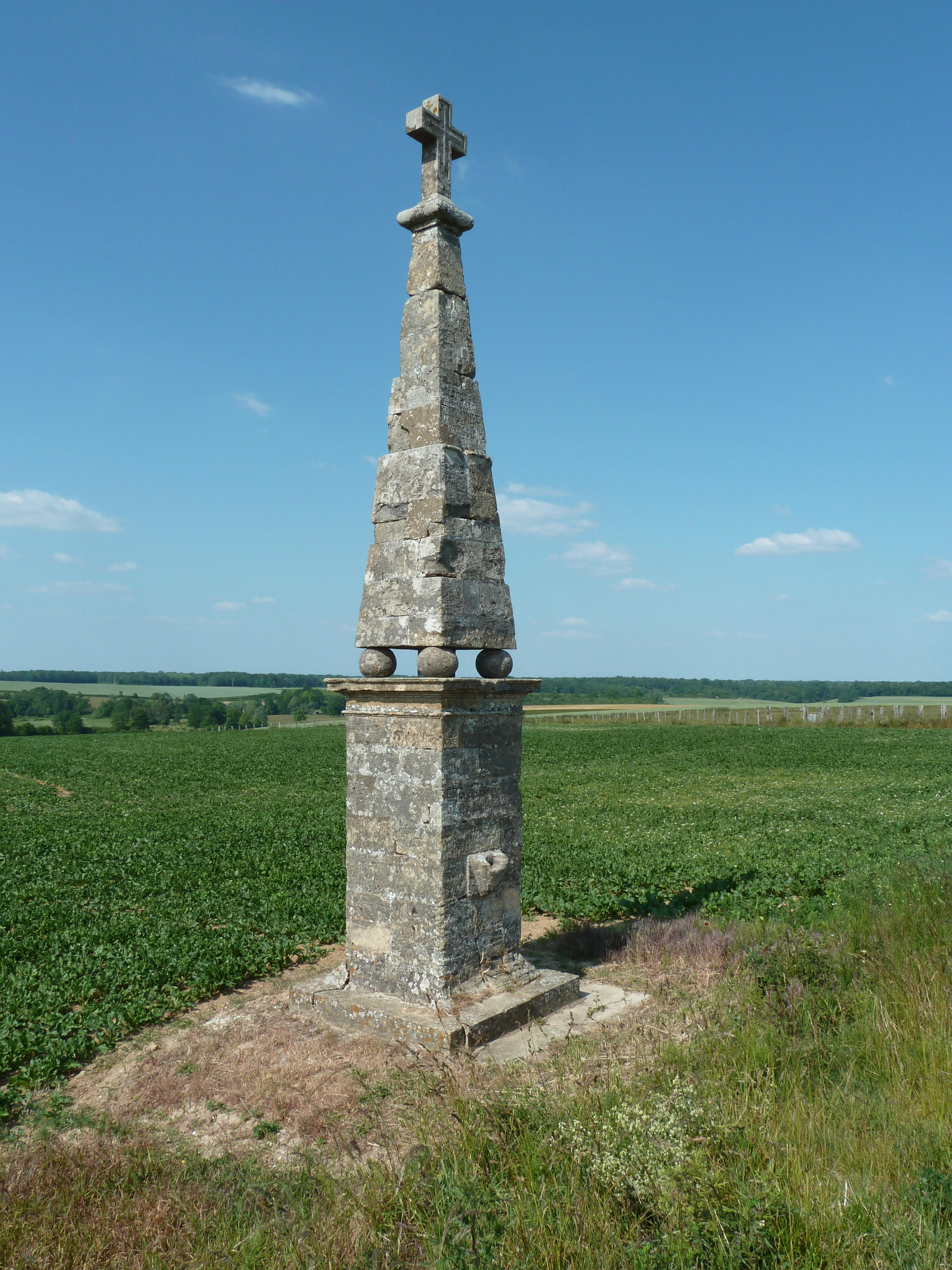
Croix de Dom Georges (48° 54′ 25,39″ N, 4° 51′ 52,6″ E altitude : 191 m) commune de Possesse
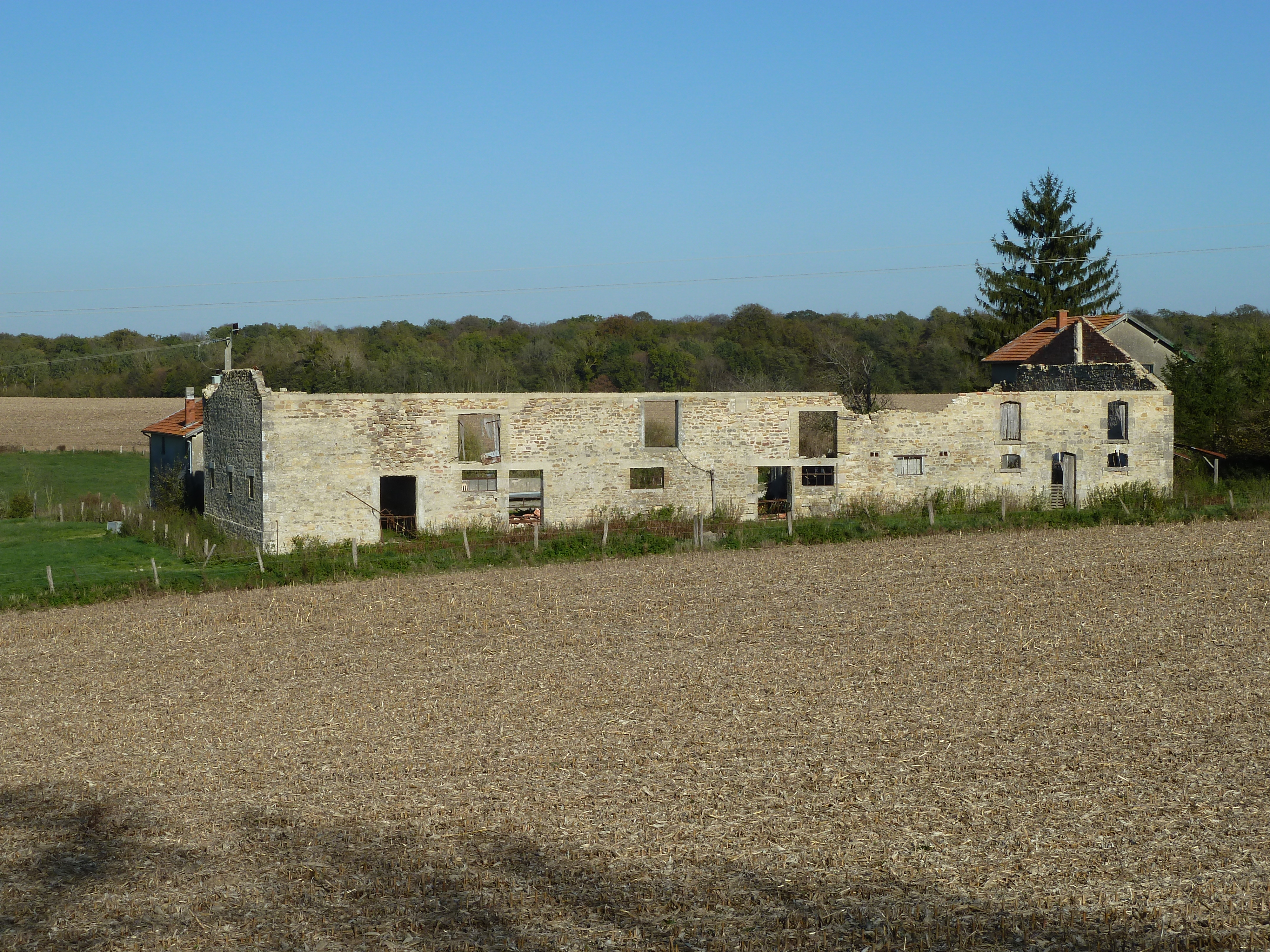
Vadivière 51442 Possesse